# II liga polska w piłce siatkowej mężczyzn (2009/2010)
II liga polska w piłce siatkowej mężczyzn 2009/2010 – 20. edycja ligowych rozgrywek siatkarskich trzeciego szczebla, organizowanych przez Polski Związek Piłki Siatkowej pod nazwą II liga.
Zmagania toczyły się trójetapowo:
1. Etap I (dwurundowa faza zasadnicza) – przeprowadzona w formule ligowej, systemem kołowym (tj. "każdy z każdym - mecz i rewanż"), rozpoczęta 10 października 2009 roku meczami 1 kolejki, a zakończona w marcu. Z uwagi na nieparzystą liczbę uczestników w grupie II podczas każdej z kolejek, jeden z zespołów zmuszony był do pauzy. Miała na celu wyłonienie dwóch grup: walczącej o awans do I ligi i walczącej o utrzymanie się w II lidze polskiej.
2. Etap II (dwurundowa faza play-off) – przeprowadzona w systemem pucharowym, rozpoczęta w marcu 2010 pierwszymi meczami I rundy, a zakończona w maju 2010 ostatnimi spotkaniami finałowym. Rywalizacja toczyła się o miejsca 1-4 oraz o utrzymanie. Przystąpiło do niej z reguły 8 drużyn.
3. Etap III (Turniej Mistrzów Grup - finałowy) - turniej rozgrywany systemem kołowym, udział biorą w nim zwycięzcy poszczególnych grup II ligi. Ma za zadanie wyłonić 2 zespoły, które awansują bezpośrednio do I ligi. Zespoły z miejsc 3 i 4 rozegrają turniej barażowy o udział w I lidze ze zwycięzcami rundy play-out wyższej klasy rozgrywkowej (system „każdy z każdym”, dwie najlepsze wezmą udział w przyszłych rozgrywkach I ligi).

## Drużyny uczestniczące

### Grupa 1
Grupę 1 tworzy 10 klubów siatkarskich z województw: dolnośląskiego (część), lubuskiego, wielkopolskiego, zachodniopomorskiego.
| | Uczestnicy poprzedniej edycji |    |
| --- | ----------------------------- | -- |
| SUL | Orion Sulechów                | 4  |
| POZ | AZS UAM Poznań                | 5  |
| ZG | AZS UZ Zielona Góra           | 6  |
| SUL | STS Olimpia Sulęcin           | 7  |
| LUB | Cuprum Lubin                  | 8  |
| PGD | MKS Czarni Pruszcz Gdański    | 9  |
| WRZ | Krispol Września              | 10 |
| | Awans z III ligi              |    |
| KAL | Grześki Kalisz                |    |
| BYD | Chemik Bydgoszcz              |    |
| TRE | Trefl Gdańsk II               |    |
| Oznaczenia: - kolumna pierwsza – skróty nazw drużyn wpisane na mapie (jeśli ta została zamieszczona), - kolumna trzecia – miejsce zajęte przez daną drużynę w poprzednim sezonie. |                               |    |

### Grupa 2
Grupę II tworzy 11 klubów siatkarskich z województw: łódzkiego, opolskiego, dolnośląskiego (część), śląskiego (część).
| | Uczestnicy poprzedniej edycji                  |    |
| --- | ---------------------------------------------- | -- |
| SYC | Rosiek Syców                                   | 1  |
| RZĄ | LKS Czarni Wirex Rząśnia                       | 2  |
| WAŁ | Victoria Wałbrzych                             | 2  |
| KAM | Sudety Kamienna Góra                           | 3  |
| BEŁ | Skra Bełchatów II                              | 4  |
| OZO | MKS Bzura Ozorków                              | 6  |
| OPO | AZS Politechnika Opolska Cementownia Odra S.A. | 7  |
| CZE | Delic-Pol Norwid Częstochowa                   | 8  |
| RYB | TS Volley Rybnik                               | 9  |
| SPA | SMS PZPS Spała II                              | 10 |
| | Awans z III ligi                               |    |
| WRO | KS Burza Wrocław                               |    |
| Oznaczenia: - kolumna pierwsza – skróty nazw drużyn wpisane na mapie (jeśli ta została zamieszczona), - kolumna trzecia – miejsce zajęte przez daną drużynę w poprzednim sezonie. |                                                |    |

### Grupa 3
Grupę 3 tworzy 10 klubów z województw: kujawsko-pomorskiego, mazowieckiego, podlaskiego, pomorskiego i warmińsko-mazurskiego.
| | Uczestnicy poprzedniej edycji |   |
| --- | ----------------------------- | - |
| RAD | Czarni Radom                  | 2 |
| SIE | Ósemka Siedlce                | 3 |
| OST | Pekpol Ostrołęka              | 4 |
| OLS | AZS UWM Olsztyn II            | 5 |
| WIL | Wilga Garwolin                | 6 |
| KOZ | KKS Armat Kozienice           | 7 |
| LEG | SKF Legia Warszawa            | 8 |
| | Awans z III ligi              |   |
| BIA | KS AS Białołęka (Warszawa)    |   |
| AZS | AZS UW Warszawa               |   |
| TMA | Lechia Tomaszów Mazowiecki    |   |
| Oznaczenia: - kolumna pierwsza – skróty nazw drużyn wpisane na mapie (jeśli ta została zamieszczona), - kolumna trzecia – miejsce zajęte przez daną drużynę w poprzednim sezonie. |                               |   |

### Grupa 4
Grupę 4 tworzy 10 klubów z województw: lubelskiego, małopolskiego, podkarpackiego, śląskiego (części) i świętokrzyskiego.
| | Uczestnicy poprzedniej edycji  |    |
| --- | ------------------------------ | -- |
| KRO | PWSZ Karpaty Krosno            | 3  |
| RAC | KS AZS Rafako Racibórz         | 4  |
| ROP | KS Błękitni Ropczyce           | 5  |
| POL | KU AZS Politechnika Krakowska  | 6  |
| RZE | AKS Resovia Rzeszów II         | 8  |
| | Spadek z I ligi                |    |
| BED | MKS MOS Interpromex Będzin     | 10 |
| | Awans z III ligi               |    |
| WAN | Wanda Kraków                   |    |
| STR | MKS Wisłok Strzyżów            |    |
| SKA | STS Skarżysko-Kamienna         |    |
| SIE | VC Górnik Siemianowice Śląskie |    |
| Oznaczenia: - kolumna pierwsza – skróty nazw drużyn wpisane na mapie (jeśli ta została zamieszczona), - kolumna trzecia – miejsce zajęte przez daną drużynę w poprzednim sezonie. |                                |    |

## Grupa 1
| Lp. | Drużyna                |
| --- | ---------------------- |
| 1   | AZS UAM Poznań         |
| 2   | AZS UZ Zielona Góra    |
| 3   | Grześki Kalisz         |
| 4   | Cuprum Lubin           |
| 5   | Olimpia Sulęcin        |
| 6   | Krispol Września       |
| 7   | Chemik Bydgoszcz       |
| 8   | Trefl II Gdańsk        |
| 9   | Orion Sulechów         |
| 10  | Czarni Pruszcz Gdański |

     awans do Turnieju Mistrzów Grup (finałowego)
     baraż o utrzymanie (z drużyną z III ligi)
     spadek do III ligi

## Grupa 2
| Lp. | Drużyna                                   |
| --- | ----------------------------------------- |
| 1   | Sudety Kamienna Góra                      |
| 2   | Skra II Bełchatów                         |
| 3   | Czarni Wirex Rząśnia                      |
| 4   | Bzura Ozorków                             |
| 5   | Rosiek Syców                              |
| 6   | Delic-Pol Norwid Częstochowa              |
| 7   | TS Volley Rybnik                          |
| 8   | AZS Politechnika Opolska Cementownia Odra |
| 9   | Victoria Wałbrzych                        |
| 10  | Burza Wrocław                             |
| 11  | SMS PZPS II Spała                         |

     awans do Turnieju Mistrzów Grup (finałowego)
     baraż o utrzymanie (z drużyną z III ligi)
     spadek do III ligi

## Grupa 3
| Lp. | Drużyna                    |
| --- | -------------------------- |
| 1   | Pekpol Ostrołęka           |
| 2   | Ósemka Siedlce             |
| 3   | Czarni Radom               |
| 4   | KS As Białołęka            |
| 5   | Wilga Garwolin             |
| 6   | AZS UWM II Olsztyn         |
| 7   | AZS UW Warszawa            |
| 8   | SKF Legia Warszawa         |
| 9   | Lechia Tomaszów Mazowiecki |
| 10  | Armat Kozienice            |

     awans do Turnieju Mistrzów Grup (finałowego)
     baraż o utrzymanie (z drużyną z III ligi)
     spadek do III ligi

## Grupa 4
| Lp. | Drużyna                     |
| --- | --------------------------- |
| 1   | MKS MOS Interpromex Będzin  |
| 2   | Wanda Kraków                |
| 3   | AZS Politechnika Krakowska  |
| 4   | Karpaty Krosno              |
| 5   | MKS Wisłok Strzyżów         |
| 6   | Rafako Racibórz             |
| 7   | Błękitni Ropczyce           |
| 8   | AKS Resovia Rzeszów         |
| 9   | STS Skarżysko-Kamienna      |
| 10  | Górnik Siemianowice Śląskie |

     awans do Turnieju Mistrzów Grup (finałowego)
     baraż o utrzymanie (z drużyną z III ligi)
     spadek do III ligi

## Turniej Mistrzów Grup (Będzin)

### Wyniki spotkań
| Data       | Drużyna 1                  | Wynik | Drużyna 2                  | Sety                       |
| ---------- | -------------------------- | ----- | -------------------------- | -------------------------- |
| 09.04.2010 | AZS UAM Poznań             | 0:3   | MKS MOS Interpromex Będzin | 18:25, 20:25, 24:26        |
| 09.04.2010 | Sudety Kamienna Góra       | 0:3   | Pekpol Ostrołęka           | 20:25, 21:25, 17:25        |
|            |                            |       |                            |                            |
| 10.04.2010 | MKS MOS Interpromex Będzin | 3:1   | Pekpol Ostrołęka           | 25:14, 28:26, 22:25, 25:19 |
| 10.04.2010 | AZS UAM Poznań             | 3:0   | Sudety Kamienna Góra       | 25:21, 25:10, 25:11        |
|            |                            |       |                            |                            |
| 11.04.2010 | Sudety Kamienna Góra       | 0:3   | MKS MOS Interpromex Będzin | 26:28, 23:25, 21:25        |
| 11.04.2010 | Pekpol Ostrołęka           | 3:0   | AZS UAM Poznań             | 26:24, 25:20, 25:18        |

### Tabela
| Lp. | Drużyna                    | Pkt | Mecze | Mecze | Mecze | Rodzaj wyniku | Rodzaj wyniku | Rodzaj wyniku | Rodzaj wyniku | Rodzaj wyniku | Rodzaj wyniku | Sety | Sety | Sety  | Małe punkty | Małe punkty | Małe punkty |
| Lp. | Drużyna                    | Pkt | M     | W     | P     | 3:0           | 3:1           | 3:2           | 2:3           | 1:3           | 0:3           | wyg. | prz. | stos. | zdob.       | str.        | stos.       |
| --- | -------------------------- | --- | ----- | ----- | ----- | ------------- | ------------- | ------------- | ------------- | ------------- | ------------- | ---- | ---- | ----- | ----------- | ----------- | ----------- |
| 1   | MKS MOS Interpromex Będzin | 6   | 3     | 3     | 0     | 2             | 1             | 0             | 0             | 0             | 0             | 9    | 1    | 9     | 254         | 216         | 1.18        |
| 2   | Pekpol Ostrołęka           | 5   | 3     | 2     | 1     | 2             | 0             | 0             | 0             | 1             | 0             | 7    | 3    | 2.33  | 235         | 220         | 1.07        |
| 3   | AZS UAM Poznań             | 4   | 3     | 1     | 2     | 1             | 0             | 0             | 0             | 0             | 2             | 3    | 6    | 0.5   | 199         | 194         | 1.03        |
| 4   | Sudety Kamienna Góra       | 3   | 3     | 0     | 3     | 0             | 0             | 0             | 0             | 0             | 3             | 0    | 9    | 0     | 170         | 228         | 0.75        |

Źródło: inf. własna
Punktacja: zwycięstwo - 2 pkt; porażka - 1 pkt
Zasady ustalania kolejności: 1. liczba punktów; 2. stosunek setów; 3. stosunek małych punktów; 4. bilans w bezpośrednich meczach
     awans do I ligi
     turniej barażowy o I ligę (z zespołami z I ligi)

## Turniej barażowy (Kamienna Góra)
Terminarz i wyniki
| Data       | Drużyna 1            | Wynik | Drużyna 2            | Sety                              |
| ---------- | -------------------- | ----- | -------------------- | --------------------------------- |
| 2010-05-01 | Sudety Kamienna Góra | 3:2   | AZS UAM Poznań       | 30:28, 19:25, 20:25, 25:21, 18:16 |
| 2010-05-01 | Ślepsk Suwałki       | 3:0   | Energetyk Jaworzno   | 25:20, 31:29, 25:19               |
|            |                      |       |                      |                                   |
| 2010-05-02 | AZS UAM Poznań       | 2:3   | Energetyk Jaworzno   | 21:25, 25:17, 11:25, 25:18, 12:15 |
| 2010-05-02 | Sudety Kamienna Góra | 1:3   | Ślepsk Suwałki       | 22:25, 25:15, 21:25, 20:25        |
|            |                      |       |                      |                                   |
| 2010-05-03 | Ślepsk Suwałki       | 1:3   | AZS UAM Poznań       | 16:25, 25:17, 16:25, 21:25        |
| 2010-05-03 | Energetyk Jaworzno   | 3:2   | Sudety Kamienna Góra | 16:25, 25:22, 24:26, 25:18, 15:8  |

Tabela
| Lp. | Drużyna                      | Pkt | Mecze | Mecze | Mecze | Rodzaj wyniku | Rodzaj wyniku | Rodzaj wyniku | Rodzaj wyniku | Rodzaj wyniku | Rodzaj wyniku | Sety | Sety | Sety  | Małe punkty | Małe punkty | Małe punkty |
| Lp. | Drużyna                      | Pkt | M     | W     | P     | 3:0           | 3:1           | 3:2           | 2:3           | 1:3           | 0:3           | wyg. | prz. | stos. | zdob.       | str.        | stos.       |
| --- | ---------------------------- | --- | ----- | ----- | ----- | ------------- | ------------- | ------------- | ------------- | ------------- | ------------- | ---- | ---- | ----- | ----------- | ----------- | ----------- |
| 1   | Ślepsk Suwałki               | 5   | 3     | 2     | 1     | 1             | 1             | 0             | 1             | 0             | 0             | 8    | 4    | 2     | 249         | 248         | 1           |
| 2   | MCKiS PKE Energetyk Jaworzno | 5   | 3     | 2     | 1     | 0             | 0             | 2             | 0             | 0             | 1             | 6    | 7    | 0.86  | 278         | 279         | 1           |
| 3   | AZS UAM Poznań               | 4   | 3     | 1     | 2     | 0             | 1             | 0             | 2             | 0             | 0             | 7    | 7    | 1     | 301         | 290         | 1.04        |
| 4   | Sudety Kamienna Góra         | 4   | 3     | 1     | 2     | 0             | 0             | 1             | 1             | 1             | 0             | 6    | 8    | 0.75  | 324         | 310         | 1.05        |

Źródło: inf. własna
Punktacja: zwycięstwo - 2 pkt; porażka - 1 pkt
Zasady ustalania kolejności: 1. liczba punktów; 2. stosunek setów; 3. stosunek małych punktów; 4. bilans w bezpośrednich meczach
     I liga
     II liga